# 布拉台吉
布拉台吉（？—？），是卫拉特蒙古绰罗斯部領袖，翁郭楚之子。
布拉台吉在位时，瓦剌（四卫拉特）先后败于土默特部和喀尔喀的阿拉坦汗，在四卫拉特内部，绰罗斯氏的盟主地位也让渡于孛儿只斤氏的和硕特部（合撒儿的后代）。直到其子哈喇忽剌嗣位，重新振兴。其子额伯内伊勒登、额伯内台吉、图纳克、哈喇忽剌、墨尔根诺颜、萨哈勒图、阿勒辉、丙图、呼尔干台吉、绰克图乌巴什。